# イヤイヤYO〜!!
「イヤイヤYO〜!!」（いやいやよ〜!!）は、鈴木福のソロ名義では1枚目のシングル。2012年12月5日にユニバーサルミュージックから発売された。

## 概要
2012年10月24日着うた配信開始。初回生産限定盤（CD+DVD）、通常盤（CDのみ）の2形態で発売。9月末にレコーディングが行われた。

## 収録曲
1. イヤイヤYO〜!!
作詞・作曲・編曲：コモリタミノル
2. Boom Boom! ロックンロール
作詞・作曲・編曲：abel
3. イヤイヤYO〜!!（テレビサイズ）
4. イヤイヤYO〜!!（カラオケ）
5. Boom Boom! ロックンロール（カラオケ）

DVD
- イヤイヤYO〜!!（MUSIC VIDEO）
- イヤイヤYO〜!!福くんの振り付き映像（テレビサイズ）

## スタッフ
- キーボード・プログラミング：小森田実(イヤイヤYO～！！)/abel( Boom Boom! ロックンロール)
- コーラス：鈴木福、川村ゆみ
- A＆Rディレクター：村上葉子(ユニバーサルミュージック (日本)/DDP Group)
- マスタリングエンジニア：山崎和重(FLAIR)
- ミキシングエンジニア：茨木直樹(Muku Studio)
- レコーディングエンジニア：茨木直樹(Muku Studio)・佐藤一(UMS,Tokyo)
- アシスタントエンジニア：柏谷尚平(Victor Studio)
- Pro Tools Operator：島本正修・加瀬拓馬
- 振り付け師：濱田“Peco”美和子
- マネージャー：森元雅寛(テアトルアカデミー)
- プロダクトマネージメント：紀伊智子・徳永弘・亀谷浩之(ユニバーサルミュージック (日本)/DOP Group)
- プロモーター：紀伊智子・栗原梓美(ユニバーサルミュージック (日本)/DDP Group)
- アート•ディレクション＆デザイン：我妻晃司(RALPH)
- カメラマン：河田洋司(mosa.inc)
- スタイリスト：植田瑠理子(CORAZON)
- ヘアー＆メイク：細谷和代
- 小道具：長田慶(RALPH)
- アートワークコーディネーター：青木健輔(ソニー・ミュージックエンタテインメント (日本))・合田美千代(ユニバーサルミュージック (日本))
- UM/DDP Groupチーフ：金谷歩
- スーパーバイザー：喜本孝(ユニバーサルミュージック (日本))
- エグゼクティブスーパーバイザー ：小池一彦(ユニバーサルミュージック (日本)社長兼CEO)・神野嘉文(テアトルアカデミー役員)